# Pittsburg (Califórnia)
Pittsburg é uma cidade localizada no estado americano da Califórnia, no condado de Contra Costa. Foi incorporada em 25 de junho de 1903.

## Geografia
De acordo com o United States Census Bureau, a cidade tem uma área de 49,6 km², onde 44,6 km² estão cobertos por terra e 5 km² por água.

### Localidades na vizinhança
O diagrama seguinte representa as localidades num raio de 16 km ao redor de Pittsburg.

## Demografia

### Censo 2010
Segundo o censo nacional de 2010, a sua população é de 63 264 habitantes e sua densidade populacional é de 1 418,49 hab/km². Possui 21 126 residências, que resulta em uma densidade de 473,68 residências/km².

### Censo 2000
De acordo com o censo nacional de 2000, a densidade populacional era de 1405,0/km² (3639,0/mi²) entre os 56.769 habitantes, distribuídos da seguinte forma:
- 43,53% caucasianos
- 18,89% afro-americanos
- 0,75% nativo americanos
- 12,65% asiáticos
- 0,86% nativos de ilhas do Pacífico
- 16,11% outros
- 7,22% mestiços
- 32,21% latinos

Existiam 13.483 famílias na cidade, e a quantidade média de pessoas por residência é de 3,17 pessoas.